# مقالات نقدية وتاريخية (ماكولاي)

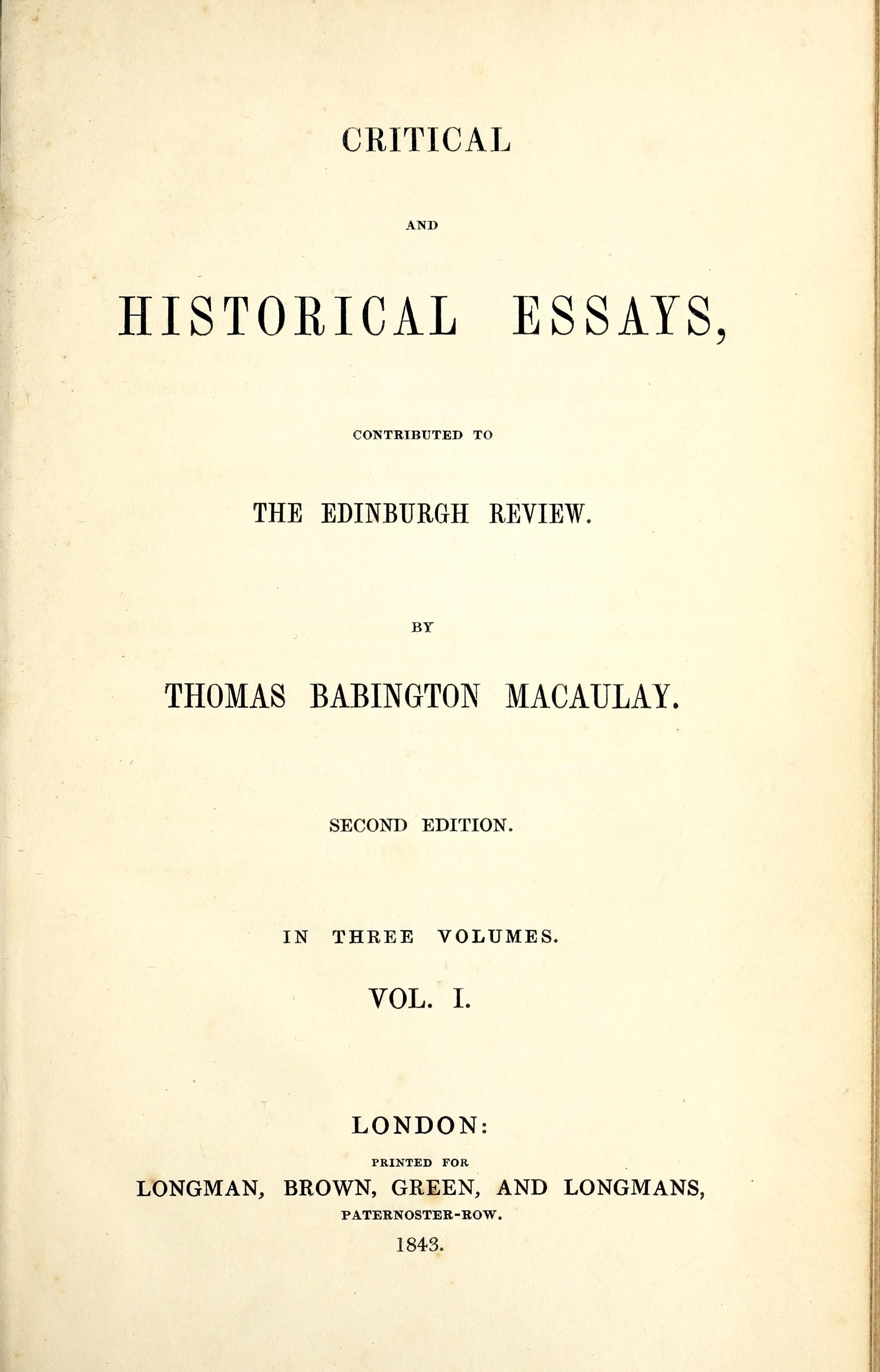
المجلد الأول من ثلاث مجلدات تتضمن مقالات ماكولاي النقدية والتاريخية، مطبوع في لندن في العام 1843

مقالات نقدية وتاريخية: ساهمت في مراجعة إدنبرة (1843)K هي مجموعة من المقالات كتبها " توماس بابينجتون ماكولاي"، الذي أصبح لاحقًا اللورد ماكولاي. ولقد تم الإشادة بالمقالات لسهولة قراءتها، ولكنها انتُقدت بسبب ارتباطها غير المرن بمواقف مدرسة تاريخ اليمين.

## المحتويات
ظهرت المقالات لأول مرة في الأعداد التالية من مراجعة إدنبرة: 
- ميلتون، أغسطس 1825
- مكيافيللي، مارس 1827
- هالام، سبتمبر 1828
- "روبرت سوثي" ندوات، يناير 1830
- السيد "روبرت مونتغمري"، أبريل 1830
- الإعاقات المدنية لليهود، يناير 1831
- مور حياة اللورد بايرون، يونيو 1831
- صامويل جونسون (كروكر'س بوسويل)، سبتمبر 1831
- جون بنيان (تقدم الحاج)، ديسمبر 1831
- "جون هامبدن"، ديسمبر 1831
- "بيرلي" وأوقاته، أبريل 1832
- حرب الخلافة في إسبانيا، يناير 1833
- هوراس والبول، أكتوبر 1833
- "وليام بيت، إيرل تشاتام"، يناير 1834
- السير "جيمس ماكينتوش"، يوليو 1835
- فرانسيس بيكون، يوليو 1837
- السير "وليام تيمبل"، أكتوبر 1838
- "جلادستون" في الكنيسة والدولة، أبريل 1839
- "اللورد كلايف"، يناير 1840
- "فون رانك"، أكتوبر 1840
- "[لي هانت" (مسرحيون كوميديون)، يناير 1841
- "اللورد هولاند"، يوليو 1841
- "وارن هاستينغز"، أكتوبر 1841
- فريدريك الكبير، أبريل 1842
- مدام داربلاي، يناير 1843
- حياة وكتابات أديسون، يوليو 1842
- إيرل تشاتام، أكتوبر 1844

## التأليف والنشر
ساهم ماكولاي بمقالاته الأولى في مجلة نايت الفصلية، ولكن في يناير 1825، نشرت مجلة إدنبرة ريفيو مقالًا عنه عن عبودية غرب الهند وفي أغسطس من نفس العام مقالًا عن ميلتون ساهمت في شهرته. وعلى مدار العشرين عامًا التالية، أصبح أحد المراجعين الأكثر انتظامًا والأكثر شعبية، وساعد نجاحه في هذا المجال في تعزيز صعوده في السياسة. وفي عام 1843، أقنع بجمع مراجعاته في شكل كتاب، ونشرت شركة لونجمان المقالات النقدية والتاريخية حسب الأصول في ثلاثة مجلدات. وحصر ماكولاي المجموعة في مساهماته في مجلة إدنبرة، واستبعد بعضًا منها أيضًا، خاصة تلك التي اعتقد أنها ذات أهمية سريعة الزوال أو التي هاجم فيها أعداء سياسيين سابقين. 

## الاستقبال
كانت "المقالات النقدية والتاريخية" منذ البداية مشروعًا ناجحًا، حيث وصلت إلى إعادة طبع النسخة السابعة بحلول عام 1849، وسرعان ما تمت قراءتها في جميع أنحاء العالم بالنسبة للناطق باللغة الإنجليزية. فلقد أفاد في القرن العشرين في أستراليا من حيث الكتب التي وجدها هناك فكانت معظمها نسخًا من الكتاب المقدس والأعمال الكاملة لشكسبير ومقالات ماكولاي. وفي نهاية القرن التاسع عشر، أشاد "جورج سينتسبري" بالمقالات، على الرغم من كونها رسومات تخطيطية عريضة فقط:
في أي موضوع تطرق إليه ماكولاي، فإن استطلاعه لا يمكن تجاوزه لإعطاء نظرة شاملة أولية، ولإثارة الاهتمام بالمسألة... لا تحتاج أو من الأفضل ألا تعلق ثقتك بتفاصيله، ولكن من مناظرة الرائعة.
وينسب المؤرخ المعاصر لسنتسبري "فريدريك هاريسون" الفضل في تأثير ماكولاي إلى ضمان أن "أفضل المجلات والدوريات في يومنا هذا مكتوبة بأسلوب واضح جدًا، ومباشر جدًا، ومرن جدًا".
ورأى الباحث أنجوس روس مؤخرًا أن شعبية المقالات تأسست على يد "إيمان ماكولاي الراسخ وغير المشروط بآرائه القوية؛ ومخزونه الكبير من المعلومات المتنوعة؛ وأسلوبه رائع ومقطع؛ وله قدر كبير من المعرفة".

## روابط خارجية
- Full text في أرشيف الإنترنت
- Biographies by Macaulay على ليبري فوكس (كتب صوتية للملكية العامة)